# Achille Silvestrini
Pour les articles homonymes, voir Silvestrini.
Achille Silvestrini, né le 25 octobre 1923 à Brisighella dans la province de Ravenne (Émilie-Romagne, Italie) et mort le 29 août 2019 à Rome, est un cardinal italien de la curie romaine, préfet émérite de la Congrégation pour les Églises orientales à partir de 2000.

## Biographie

### Prêtre
Après avoir été ordonné prêtre le 13 juillet 1946, Achille Silvestrini a obtenu un doctorat en droit canon à l'université de Bologne, puis un deuxième doctorat utroque jure à l'université pontificale du Latran à Rome.
Après avoir suivi les cours de l'Académie pontificale ecclésiastique qui forme les diplomates du Vatican, il entre à la secrétairerie d'État et s'occupe plus particulièrement des questions concernant le Viêt Nam, la Chine, l'Indonésie et l'Asie du Sud-Est.
À partir de 1967, il s'occupe des questions liées à la paix, au désarmement, à la non-prolilération nucléaire et aux droits de l'homme.

### Évêque
Nommé secrétaire pour les relations avec les États à la secrétairerie d'État le 4 mai 1979, Achille Silvestrini est consacré archevêque le 27 mai suivant par le pape Jean-Paul II en personne.
Le 1er juillet 1988, il devient préfet du Tribunal suprême de la Signature apostolique et du 24 mai 1991 au 7 septembre 2000, il est préfet de la Congrégation pour les Églises orientales.

### Cardinal
Achille Silvestrini est créé cardinal par le pape Jean-Paul II lors du consistoire du 28 juin 1988 avec le titre de cardinal-diacre de S. Benedetto fuori Porta S. Paolo.
Il a été élevé au rang de cardinal-prêtre le 9 janvier 1999.
En janvier 2003, il intègre la « mafia de Saint-Gall ».
Il perd sa qualité d'électeur le jour de ses 80 ans le 25 octobre 2003, c'est pourquoi il ne participe pas aux votes des conclaves de 2005 (élection de Benoît XVI) et de 2013 (élection de François). 
Il meurt à l'hôpital Gemelli de Rome le 29 août 2019 à l'âge de 95 ans.

## Décorations
- Chevalier grand-croix de l'ordre du Mérite de la République italienne[3].
- Grand-croix de l'ordre de l'Infant Dom Henri